# Darren Webster
Darren Webster (Norwich, 10 juni 1968) is een Engelse darter met de bijnaam "Demolition Man". Hij is niet een fulltime prof, maar werkt naast het darten in het woningonderhoud.

## Carrière
Webster wist in 2005 de Open Oust Nederland te winnen door in de finale Co Stompé met 3-2 te verslaan. In het toernooi zelf wist hij Terry Jenkins in de kwartfinale met 5-0 te verslaan.
In 2007 wist hij de kwartfinale van het PDC wereldkampioenschap te bereiken. In het toernooi versloeg hij voormalig kampioen Bob Anderson, Adrian Gray en Wynand Havenga. Hij verloor uiteindelijk met 5-1 van Phil Taylor.
Webster bereikte in 2006 de laatste 16 van de UK Open door in het toernooi onder andere Andy Hamilton en James Wade te verslaan. Hij verloor uiteindelijk zelf van Alan Green met 11-8.
In december 2013 verloor Webster de eerste ronde van het PDC World Darts Championship 2014 met 3-2 tegen James Wade, ondanks dat hij met 2-1 vóór wist te komen. Hij miste uiteindelijk zes matchdarts, waarna Wade kon terugkomen en uiteindelijk de wedstrijd won.
Tijdens het Wereldkampioenschap van 2015 speelde Webster in de eerste ronde tegen Simon Whitlock, de nummer 7 van de wereld. In deze editie wist hij wel zijn matchdarts uit te gooien en won zo, tamelijk eenvoudig, met 3-1 . In de tweede ronde was Dean Winstanley zijn tegenstander en wist hij door drie sets uit te gooien een voorsprong op te bouwen van 3-2. Webster had aan 1 set genoeg om de wedstrijd te winnen, maar gaf zijn voorsprong uit handen. Bij de 3-3 stand was het uiteindelijk Winstanley die de 4-3 maakte en zodoende de wedstrijd won.

## Resultaten op het wereldkampioenschap

### PDC
- 2006: Laatste 64 (verloren van Erwin Extercatte met 2-3)
- 2007: Kwartfinale (verloren van Phil Taylor met 1-5)
- 2013: Laatste 64 (verloren van Mark Walsh met 1-3)
- 2014: Laatste 64 (verloren van James Wade met 2-3)
- 2015: Laatste 32 (verloren van Dean Winstanley met 3-4)
- 2016: Laatste 32 (verloren van Michael van Gerwen met 0-4)
- 2017: Laatste 16 (verloren van Michael van Gerwen met 1-4)
- 2018: Kwartfinale (verloren van Jamie Lewis met 0-5)
- 2019: Laatste 64 (verloren van Vincent van der Voort met 0-3)
- 2020: Laatste 32 (verloren van Adrian Lewis met 3-4)
- 2024: Laatste 96 (verloren van Niels Zonneveld met 1-3)

## Resultaten op de World Matchplay
- 2005: Laatste 32 (verloren van Andy Jenkins met 6-10)
- 2014: Laatste 32 (verloren van Phil Taylor met 4-10)
- 2017: Kwartfinale (verloren van Peter Wright met 12-16)
- 2018: Kwartfinale (verloren van Mensur Suljovic met 10-16)
- 2019: Laatste 32 (verloren van Krzysztof Ratajski met 5-10)